# Дворец Айказа Прошяна
Дворец Айказа Прошяна (арм. Մելիք Հայկազի ապարանք) — расположен в селе Гюсюлю Лачинского района Азербайджана.

## История
Кашатагское меликство (1490—1720 годы) представляло собой процветающее, полунезависимое государственное образование, населенное исключительно армянами. Поселения Кашатаг и Хнацах были центром княжества и родовым поместьем, где правил дом Мелик-Айказянов. Основатель этого феодального дома, известный по историографии XV—XVII вв. князь Айказ, был потомком рода Прошянов

## Архитектура
Дворец мелика Айказа представляет собой комплекс различных построек, огороженных прямоугольной оградой. Дворец изначально состоял из трех смежных залов с арками и колоннами, обрамляющими вход с фасада. Причём, до 1950-х годов они в основном ещё стояли.
С западной стороны к ним был пристроен двухэтажный дом, где, на первом этаже находилась жилая комната, а наверху — летняя приёмная мелика Айказа, главный зал в доме. Он имеет сводчатый потолок, а весь дом — двускатную крышу.